# Дунав (футбольный клуб)

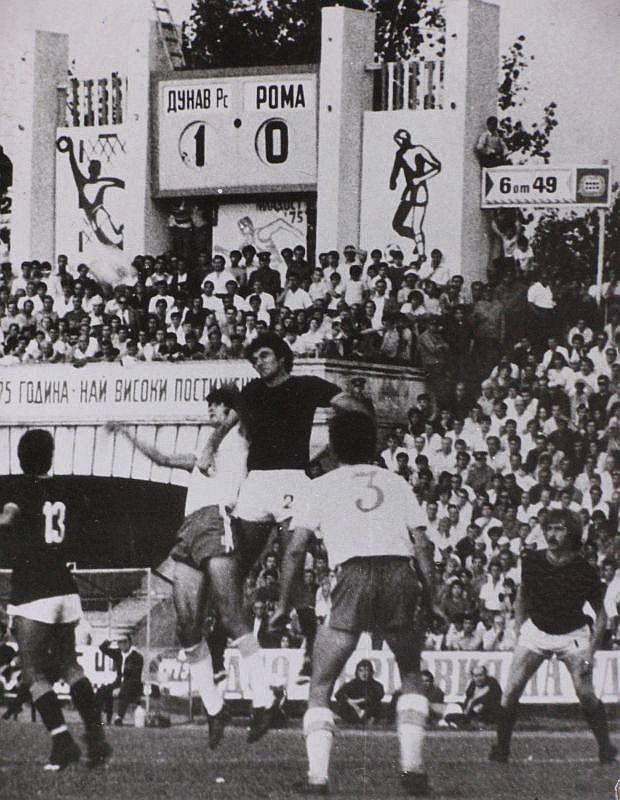
Кубок УЕФА сезона 1975/76 Дунав Русе 1:0 Рома

«Дунав» (болг. Футболен клуб Дунав Русе) — болгарский футбольный клуб из города Русе, одноименной общины. Основан в 1949 году. Домашние матчи проводит на стадионе «Городской», вмещающем порядка 20 000 зрителей. Цвета формы бело-голубые.
Действующий участник Первой лиги чемпионата Болгарии по футболу.

## История клуба
16 февраля 1949 года в городе Русе на базе слияния двух команд «Русенец» и «Локомотив» был создан футбольный клуб «Дунав». Но команда просуществовала недолго. В октябре того же года ФК «Дунав» был расформирован, а вместо него был создан клуб ДСО «Торпедо». Официальной датой создания ДСО «Торпедо» принято считать 17 октября 1949 года. В начале 1951 года клуб был разделен на два новых клуба: «Торпедо» и «Локомотив». В конце 1953 года «Торпедо» объединяется с клубом «Строитель».
11 мая 1957 года в команду вливаются остальные футбольные коллективы, в основном заводские команды, представлявшие предприятия региона: «Сентябрь», «Красное знамя» и «Спартак». 22 марта 1959 года «Торпедо» было объединено с клубами «Партизан» и «Локомотив». После слияния команд клубу было возвращено прежнее название ФК «Дунав». Однако «Локомотив» предпочел остаться самостоятельным футбольным клубом и просуществовал отдельно от ФК «Дунав» вплоть до начала 2000-х годов. 1 июля 1997 года «Дунав» объединился с клубом «Раковски» под названием «Дунав-Раковски». Однако менее чем через год, 23 апреля 1998 года «Дунав-Раковски» был вновь разделен на два отдельных клуба: ФК «Раковски» и ФК «Дунав». 20 мая 1998 года «Дунав» объединился с клубом «Приста» под названием «Дунав-98».
18 июня 1999 года клубу было возвращено прежнее имя «Дунав». 24 июля 2003 года «Дунав» объявляет о своем банкротстве, но с помощью администрации города деньги были найдены и клуб продолжил выступление в чемпионате. Но через восемь лет новые финансовые проблемы клуба вновь заявили о себе, и 17 февраля 2011 года клуб в очередной раз объявил о банкротстве. 5 июля 2011 года, благодаря поддержке местных бизнесменов, клуб «Дунав» был возрожден. В сезоне 2011/12 в третьей лиге по юридическим причинам клуб носил название «Дунав 2010», а в сезоне 2012/13 получил свое окончательное название «Дунав Русе».
В 1962 году «Дунав» вышел в финал Кубка Советской армии, но потерпел поражение от клуба «Ботев» из Пловдива со счетом 0:3. Наивысшего успеха в чемпионате Болгарии команда добилась в сезоне 1974/75, когда «Дунав» занял итоговое четвертое место и впервые в своей истории получил право выступить в еврокубках, где взял старт в Кубке УЕФА. Команде предстояло сразиться с одним из лучших клубов Европы того времени — итальянской «Ромой». В первом матче отборочного раунда 17 сентября 1975 года перед 100-тысячной аудиторией на стадионе в Риме «Дунав» уступил со счетом 0:2. 1 октября на домашнем стадионе в Русе, в присутствии 25 тысяч зрителей, благодаря голу Тодора Иванова «Дунав» одержал историческую победу, считающейся одной из самых ярких страниц в истории болгарского футбола.
В 1995 году команда вышла в финал Кубка футбольной лиги, первого розыгрыша нового футбольного турнира Болгарии. Однако финал не увенчался успехом для команды, и 23 мая 1995 года на стадионе в Софии «Дунав» уступил клубу «Этар» со счетом 0:3.
В 2003 году из-за существенных финансовых проблем клуб объявил о своем банкротстве, но благодаря поддержке администрации города финансирование было восстановлено, и клуб продолжил выступление в чемпионате. 5 августа 2003 года на базе расформированной команды был создан новый футбольный клуб, поскольку прежний обанкротившийся клуб так и не смог погасить долги клуба перед кредиторами.
Возрожденный клуб был вынужден начинать выступление в самом низшем дивизионе футбольной иерархии Болгарии — Областной футбольной лиге. Под руководством играющего тренера Енгибара Енгибарова всего за два года своего существования «Дунав» смог подняться до Группы «Б» зоны «Восток» чемпионата, помимо этого «Дунав» выиграл кубок Любительской футбольной лиги в сезоне 2003/04, в финале взяв верх над клубом «Сливен 2000».
5 января 2006 года команду возглавил известный болгарский специалист Ферарио Спасов. Состав команды был почти полностью изменен, в клуб пришел ряд именитых футболистов, в числе которых были такие известные для Болгарии игроки как Ивайло Петев, Станимир Георгиев и Розен Емилов, а также ряд бывших футболистов расформированного клуба. Из «Литекса» клуб взял в аренду ряд молодых игроков, таких как Николай Цветков, Иван Скерлев и Тихомир Трифонов. Набрав в первом круге сезона лишь 10 очков и занимая предпоследнее 13-е место в Группе «Б», зона «Восток», «Дунав» уже в следующем круге выдал впечатляющий рывок и поднялся на итоговое 6-е место, набрав 36 очков, лишь единожды потерпев поражение после зимнего перерыва. В сезоне 2006/07 «Дунав» потерпел лишь одно поражение от клуба «Хасково» и два раза сыграл вничью с клубами «Нафтекс» и «Черноморец» из Бургаса. В следующем году «Дунав» проводит свой самый успешный сезон в Восточной лиге «Б», c 52 очками заняв второе место по итогам сезона, лишь на одно очко уступив чемпиону лиги клубу «Несебар». Невзирая на все успехи, спонсоры команды отказались финансировать клуб, и после окончания сезона 2010/11 команда прекратила выступление в лиге.
В сезоне 2011/12 «Дунав» нашел финансирование и вновь возродился. Клуб заявился для участия в Группе «В», третьем по силе дивизионе чемпионата Болгарии по футболу. Ввиду непогашенных задолженностей перед прежними кредиторами, клубу было запрещено носить прежнее название «Дунав», из-за чего к названию клуба была добавлена приставка 2010, по названию года воссоздания команды.
В сезоне 2012/13 «Дунав 2010» занял итоговое второе место, набрав 74 очка, на четыре очка отстав от лидера клуба «Добруджа» из Добрича. Ввиду невыполнения задачи повышения в классе и невыхода в Группу «Б», руководство клуба приняло решение уволить тренера команды Деяна Божинова. На его место был назначен Мирослав Миронов.
В начале августа 2013 года, после исключения трех команд из Группы «Б», «Дунав», как лучшая команда из занявших вторые места в дивизионах Группы «В», получает приглашение для участия во второй лиге. 6 августа 2013 года Спортивная комиссия Футбольного союза Болгарии из-за отказа клуба «Светкавица» участвовать в турнире принимает решение допустить клуб «Дунав 2010» к розыгрышу чемпионата Болгарии в Группе «Б» сезона 2013/14.
Однако на практике команда была еще не готова к выступлению на более высоком уровне, и в сезоне 2013/14 во втором дивизионе «Дунав 2010» вылетел из турнира по итогам чемпионата, заняв предпоследнее место. Осенью 2013 года главный тренер команды Миронов по причине болезни ушел в длительный отпуск, а его место занял старший тренер Самир Местинов. Однако эта мера не помогла клубу, и в итоге «Дунав» покинул второй дивизион.
Сразу после окончания предыдущего сезона главным тренером команды был назначен Веселин Великов. Перед стартом сезона в Группе «В» Великов взял на себя обязательство вернуть команду в элиту болгарского футбола. И в скором времени это подтвердилось итоговым результатом. Сезон 2014/15 в группе «В» «Дунав» по сути не встретил никакого сопротивления со стороны соперников. Лишь в двух матчах сезона «Дунав» потерял очки, в одной игре потерпев поражение и одну сведя вничью. Итоговые 85 очков, 28 побед в 30 матчах при разнице мячей 121-11 стали доказательством превосходства команды в лиге и подтвердили гегемонию клуба в турнире.
После впечатляющего выступления в третьем дивизионе «Дунав» рассматривался одним из фаворитов Группы «Б». Располагая успешными результатами в предыдущем сезоне, перед началом сезона 2015/16 во второй лиге руководство клуба поставило задачу занять одно из первых мест в лиге. Однако перед началом сезона результаты клуба пошли на спад, и «Дунав» не одержал ни одной победы во всех товарищеских матчах предсезонных турниров, что поставило под сомнение конечный успех. Но с первых туров сезона команда стала подтверждать статус одного из фаворитов лиги, что подтвердилось итоговым результатом: досрочное чемпионство в турнире с десятиочковым преимуществом над ближайшим конкурентом и явное преимущество по всем статистическим показателям перед остальными командами. Впервые после 25-летнего отсутствия «Дунав» вернулся в элиту болгарского футбола.
В своем первом же сезоне после возвращения в элиту «Дунав» сходу зарекомендовал за собой звание дерзкого новичка турнира, с первых туров чемпионата обосновавшись в верхней части турнирной таблицы. В итоге команда добилась права участвовать в пульке сильнейших команд чемпионата, где в результате заняла не бывало высокое для новичка лиги четвертое место, что стало несомненным успехом для клуба.

## Статистика выступлений с 2009 года
| Сезон   | Ранг | Турнир             | Место | И  | В  | Н  | П  | ГЗ  | ГП | РГ   | Очки | Кубок        | Исход |
| ------- | ---- | ------------------ | ----- | -- | -- | -- | -- | --- | -- | ---- | ---- | ------------ | ----- |
| 2009/10 | 4    | Восточная лига «Б» | 2     | 26 | 16 | 4  | 6  | 45  | 26 | +19  | 52   | -            |       |
| 2010/11 | 4    | Восточная лига «Б» | 10    | 28 | 12 | 10 | 6  | 48  | 19 | +29  | 46   | Первый раунд |       |
| 2011/12 | 3    | Группа «В»         | 6     | 28 | 12 | 10 | 6  | 48  | 19 | +29  | 46   | -            |       |
| 2012/13 | 3    | Группа «В»         | 2     | 28 | 24 | 2  | 2  | 86  | 15 | +71  | 74   | -            |       |
| 2013/14 | 2    | Группа «Б»         | 13    | 26 | 6  | 9  | 11 | 24  | 32 | -8   | 27   | Первый раунд |       |
| 2014/15 | 3    | Группа «В»         | 1     | 30 | 28 | 1  | 1  | 121 | 11 | +110 | 85   | Второй раунд |       |
| 2015/16 | 2    | Группа «Б»         | 1     | 30 | 18 | 10 | 2  | 53  | 19 | +34  | 64   | Второй раунд |       |
| 2016/17 | 1    | Первая лига        | 4     | 36 | 15 | 10 | 11 | 46  | 44 | +2   | 55   | 1/4 финала   |       |

## Выступления в еврокубках
| Сезон   | Турнир           | Раунд                   | Соперник         | Дома | В гостях | Общий счёт |  |
| ------- | ---------------- | ----------------------- | ---------------- | ---- | -------- | ---------- |  |
| 1975/76 | Кубок УЕФА       | Первый отборочный раунд | Рома             | 1:0  | 0:2      | 1:2        |  |
| 2017/18 | Лига Европы УЕФА | Первый отборочный раунд | Иртыш (Павлодар) | 0:2  | 0:1      | 0:3        |  |

## Текущий состав
| №  |                         | Поз. | Имя                 | Год рождения |
| -- | ----------------------- | ---- | ------------------- | ------------ |
| 1  | Болгария                | Вр   | Мартин Луков        | 1993         |
| 30 | Болгария                | Вр   | Евгений Александров | 1988         |
| 86 | Болгария                | Вр   | Станислав Антонов   | 1986         |
|    |                         |      |                     |              |
| 28 | Болгария                | Защ  | Атанас Атанасов     | 1985         |
| 22 | Болгария                | Защ  | Михаил Мильчев      | 1988         |
| 7  | Болгария                | Защ  | Николай Колев       | 1990         |
| 15 | Флаг Северной Македонии | Защ  | Дарко Стоянов       | 1990         |
| 66 | Таджикистан             | Защ  | Искандер Джалилов   | 1992         |
| 4  | Болгария                | Защ  | Петар Патев         | 1993         |
| 5  | Болгария                | Защ  | Тейнур Марем        | 1994         |
| 2  | Болгария                | Защ  | Георгий Кременлиев  |              |
|    |                         |      |                     |              |
| 8  | Болгария                | ПЗ   | Ивайло Раденцов     | 1983         |
| 10 | Россия                  | ПЗ   | Иван Селеменев      | 1996         |

| №  |             | Поз. | Имя                  | Год рождения |
| -- | ----------- | ---- | -------------------- | ------------ |
| 11 | Болгария    | ПЗ   | Диян Димов (капитан) | 1985         |
| 18 | Болгария    | ПЗ   | Антон Огнянов        | 1988         |
| 91 | Таджикистан | ПЗ   | Нуриддин Давронов    | 1991         |
| 25 | Болгария    | ПЗ   | Ангел Здравцев       | 1994         |
| 6  | Болгария    | ПЗ   | Стефан Митев         | 1998         |
| 16 | Болгария    | ПЗ   | Кристиан Кожухаров   | 1991         |
| 88 | Болгария    | ПЗ   | Янислав Иванов       | 1992         |
| 19 | Болгария    | ПЗ   | Динко Станчев        | 1997         |
| 12 | Болгария    | ПЗ   | Светослав Читаков    |              |
|    |             |      |                      |              |
| 9  | Болгария    | Нап  | Мирослав Будинов     | 1986         |
| 77 | Болгария    | Нап  | Бранимир Костадинов  | 1989         |
| 17 | Болгария    | Нап  | Спас Георгиев        | 1992         |
| 94 | Болгария    | Нап  | Юлиан Ненов          | 1994         |